# Apumanque
Apumanque (también llamado Cosmocentro Apumanque) es un centro comercial ubicado en la comuna de Las Condes en Santiago en Chile. Se encuentra ubicado en la Avenida Manquehue Sur, a pasos de la intersección entre la avenida Manquehue y la avenida Apoquindo, la cual le da el nombre que lleva hasta el día de hoy.
Fue inaugurado el 26 de noviembre de 1981 por los empresarios Elie Alevy, Jaime Reizin, Raymond Nissim y Paul Pluss, en un acto al que asistieron el intendente de la Región Metropolitana, Carol Urzúa, y el alcalde de Las Condes, Jorge Martínez Rodríguez, abriendo sus puertas al público en el día siguiente. Junto con el Mall Parque Arauco, es uno de los primeros centros comerciales de sus características en Chile. Desde principios de 2010 el centro comercial cuenta con conectividad a la estación Manquehue del Metro de Santiago.

## Toponimia
Dos versiones existen sobre el origen del nombre: la primera versión es que Apumanque es un nombre de origen mapuche (pueblo originario del centro y sur de Chile) que quiere decir jefe cóndor (apu es un término de origen quechua y mañke significa "cóndor" en mapudungun). La segunda versión es que el nombre se debe a la ubicación del centro comercial en la intersección de la avenida Apoquindo y la avenida Manquehue.

## Historia
El centro comercial Apumanque fue inaugurado en su primera etapa el 26 de noviembre de 1981 y en su segunda etapa el 15 de julio de 1982, constituyéndose en el primer centro comercial de estas características del país (al incluir una gran cantidad de rubros y operadores, estacionamientos, escalas mecánicas, seguridad, aire acondicionado, etc.). Los antecesores directos fueron los centros conocidos como "caracoles" que corresponden a infraestructuras conformadas por dos edificios helicoidales intercomunicados en cada vuelta, siendo los grandes exponentes el Centro Comercial Dos Caracoles y el Edificio Dos Providencias.
La artista plástica Matilde Pérez realizó una obra, denominada «Friso Cinético» que fue instalada en el frontis del edificio en 1982. Para una remodelación realizada en el año 2007, el frontis fue retirado. Posteriormente, en el año 2010, la escultura fue reinstalada en el campus Lircay de la Universidad de Talca.
El día 13 de octubre de 1986, a las 21:00, estalló un artefacto explosivo en el Cosmocentro, falleciendo el vendedor Fernando Iván Parra Roldán, y resulta herido Javier San Martín Pizarro. El 19 de diciembre de 1992 el centro comercial sufrió un incendio debido a una sobrecarga eléctrica de la tienda Compumanque, que no causó víctimas, pero sí graves pérdidas y una gran alarma en la ciudad.
En el año 1994 se remodeló su interior, reemplazando el piso cerámico en su totalidad, y retirando el cielo falso metálico. El resultado fue de una importante mejora en la sensación de amplitud y luminosidad en todos sus recorridos interiores.
En 1995 se inaugura el patio de comidas "La Terraza de Apumanque", la que albergaba 13 restoranes de comida rápida y una sala de juegos, este último espacio, es ocupado actualmente por la tienda Mirax Hobbies.
En 2007 se efectuó en el centro comercial una remodelación completa de su fachada externa, proyectada por el arquitecto Felipe Assadi, generando una envoltura homogénea, de líneas muy simples, que acompaña a los proyectos inmobiliarios del entorno, como lo son un complejo comercial y la construcción de edificios de departamentos.
El día 7 de enero de 2010 se inaugura la extensión de la Línea 1 del Metro de Santiago, hacia el oriente, incorporando tres nuevas estaciones, Manquehue, Hernando de Magallanes y Los Dominicos. La estación Manquehue es la de más alto flujo de las tres nuevas y constituye un importante medio de acceso para centro comercial Apumanque.

## Distribución y contenido
Dentro del entorno inmediato del centro comercial se encuentra el sector comercial de El Faro, cuya existencia es muy anterior al propio Cosmocentro. 
El centro comercial cuenta con 370 locales distribuidos en dos pisos, más un tercer piso que contiene un patio de comidas, una tienda de hobbies y los estacionamientos para el público.
Este centro comercial además cuenta con variados accesos dentro de su entorno inmediato:
- Dos accesos frontales por Manquehue Sur, más dos accesos subterráneos accesibles desde la misma calle.
- Cuatro accesos laterales al sur desde la calle Del Inca, dos por cada uno de los pisos centrales. En estos accesos también es posible acceder a las oficinas emplazadas dentro de los mismos accesos.
- Un acceso trasero accesible desde la calle Mar de los Sargazos.
- Un acceso lateral al norte por la avenida Apoquindo desde el sector de El Faro.

El horario del centro comercial es de 10:00 a 20:30 de lunes a sábado y de 11:00 a 20:30 los domingos y festivos.